# Larisa Sadilova
Larisa Sadilova (russisk: Лариса Игоревна Садилова) (født 21. oktober 1963 i Brjansk i Sovjetunionen) er en russisk filminstruktør og manuskriptforfatter.

## Filmografi
- S dnjom rozjdenija! (С днём рождения!, 1998)[1][2]
- Nitjego litjnogo (Ничего личного, 2007)
- Odnazjdy v Trubtjevske (Однажды в Трубчевске, 2019)